# Bavenita
La bavenita es un mineral de la clase de los inosilicatos. Fue descubierta en 1901 en la localidad cantera Seula, monte Camoscio, Baveno, Verbano-Cusio-Ossola, Piamonte (Italia), siendo nombrada así por esta localidad. 

## Características físicas y químicas
La bavenita se encuentra en varias formas, siendo las más habitual los cristales laminares o tabulares  de contorno rectangular, que suelen aparecer como agregados subparalelos o radiados. También aparece como masas afieltradas. Es un silicato de calcio, berilio y aluminio con hidroxilos. La estructura molecular es de inosilicato con cadenas múltiples de periodo 2, con estructura de columna.Forma una serie de solución sólida con la bohseíta (Ca4Be3AlSi9O24(OH)4), en la que la sustitución gradual del aluminio por berilio va dando los distintos minerales de la serie.

## Formación y yacimientos
Aparece como drusas en cavidades miarolíticas en granito y rocas pegmatitas asociadas, formado a partir de la alteración del berilo y otros minerales conteniendo berilio.  En ocasiones se presenta como pseudomorfosis del berilo. También se puede formar en vetas de alteración hidrotermal. Suele encontrarse asociado a otros minerales como: berilo, helvina, fenaquita, bertrandita, cuarzo, epidota, estibina, albita, ortoclasa, titanita, clorita, clinozoisita o tremolita.
Se conoce en alrededor de unas 300 localidades en el mundo, de las que más de la mitad están situadas en los Alpes.En España se han encontrado ejemplares de muy buena calidad, relevantes a escala mundial, en cavidades miarolíticas en el granito de varias canteras de Cadalso de los Vidrios (Madrid). En las canteras de La Cabrera (Madrid) aparece como agregados de aspecto algodonoso, formados por cristales capilares. Ejemplares significativos con cristales tabulares aparecen también en las canteras de Las Ventas con Peña Aguilera (Toledo).